# Ketileng (Malo)
Ketileng is een bestuurslaag in het regentschap Bojonegoro van de provincie Oost-Java, Indonesië. Ketileng telt 1628 inwoners (volkstelling 2010).